# Teški metal (hemija)
Teški metal je, šire uzevši, svaki relativno gusti metal. Određenija definicija, ponekad uključujući nemetale, kao što su arsen i antimon, ali nije široko prihvaćena. Zbog svoje težine i mnogih specijalizovanih svojstava, teški metali su korisni u skoro svim oblastima moderne ekonomske aktivnosti. Neki su otrovni, ali brojni su bitne hranljive tvari u tragovima.